# Sensations of 1945
Pour plus de détails, voir Fiche technique et Distribution.
Sensations of 1945 est un film américain réalisé par Andrew L. Stone, sorti en 1944.

## Fiche technique
- Titre : Sensations of 1945
- Réalisation : Andrew L. Stone
- Scénario : Dorothy Bennett, Andrew L. Stone et Frederick J. Jackson
- Photographie : J. Peverell Marley et John J. Mescall
- Pays d'origine :   États-Unis
- Genre : Film musical
- Date de sortie : 1944

## Distribution
- Eleanor Powell : Virginia 'Ginny' Walker
- Dennis O'Keefe : Junior Crane
- C. Aubrey Smith : Dan Lindsay
- Eugene Pallette : Gus Crane
- Lyle Talbot : Randall
- W.C. Fields : Lui-même
- Sophie Tucker : Elle-même
- Dorothy Donegan : Elle-même
- Cab Calloway : Lui-même
- Woody Herman : Lui-même
- David Lichine : David